# Yinjiang, Guangdong
Yinjiang (kinesiska: 银江) är en köping i sydöstra Kina. Den ligger i Dabu härad i staden Meizhou i provinsen Guangdong, omkring 350 kilometer öster om provinshuvudstaden Guangzhou. Antalet invånare är 12 947. Befolkningen består av 6 535 kvinnor och 6 412 män. Barn under 15 år utgör 23,0 %, vuxna 15-64 år 59 %, och äldre över 65 år 16,0 %.